# Arrondissement Thionville
Arrondissement Thionville (fr. Arrondissement de Thionville) je správní územní jednotka ležící v departementu Moselle a regionu Grand Est ve Francii. Člení se dále na sedm kantonů a 105 obcí. Vznikl 1. ledna 2015 sloučením arrondissementů Thionville-Ouest a Thionville-Est.

## Kantony
- Algrange
- Bouzonville (část)
- Fameck
- Hayange
- Metzervisse
- Thionville
- Yutz